# Голубинский, Фёдор Александрович
Протоиерей Фёдор Алекса́ндрович Голуби́нский (рус. дореф.: Θеодоръ Александровичъ Голубинскій, 22 декабря 1797 (2 января 1798), Кострома, Российская империя —  22 августа (3 сентября) 1854, Кострома, Российская империя) — русский философ, богослов и педагог. Профессор Московской духовной академии. Потомственный священнослужитель Русской православной церкви. Член Санкт-Петербургского Археологического общества. В своих работах находился под влиянием трудов И. Канта и Ф. Г. Якоби, стремился к обоснованию православного теизма, а также разрабатывал самостоятельную концепцию согласования веры и разума. Оказал влияние на становление русской религиозной философии XIX века.

## Биография
Родился в Костроме 22 декабря 1797 (2 января 1798) года в семье псаломщика (впоследствии священника) Александра Андреевича, не имевшего, как часто бывало в то время, собственной фамилии. В Костромской духовной семинарии, куда Фёдора отдали учиться, он был записан под фамилией «Голубинский», которая по семейному преданию была ему дана за кроткий нрав:

…маленький семинарист с кулаками налетал на большого, который был так смирен и незлобив, что не защищался. Ректора поразило такое незлобие. — «Прозывайся ты с этих пор Голубинским», — сказал он большому семинаристу, которым был Феодор Александрович— У Троицы в Академии, 1814—1914 гг. — М., 1914. — С. 411.
Ещё учась в семинарии, как лучший из учеников старшего (богословского) отделения, он был назначен информатором (помощником) профессора греческого языка низших классов.
Окончив костромскую семинарию в октябре 1814 года он поступил в Московскую духовную академию, выбрав в ней физико-математическое отделение, где преподавал В. И. Кутневич, оказавший сильное влияние на юного Голубинского своими лекциями по логике, психологии и истории философии.
В числе 24 учащихся академии Голубинский участвовал в создании в марте 1816 года студенческого философско-богословского общества «Учёные беседы», которое избрало «три особенных члена общества» — старший — Платон Доброхотов, совещатель — Пётр Делицын, производитель письменных дел — Фёдор Голубинский. На заседаниях общества студенты читали рефераты, обсуждали метафизические воззрения Канта, Фихте, Шеллинга и других немецких философов.
Окончил курс в 1818 году третьим магистром и был оставлен при академии бакалавром философских наук — адъюнктом профессора Кутневича. Преподавал «историю философских систем» (в 1818—1822 гг.). С 1820 года определён членом Конференции академии. С августа 1820 года стал преподавать также немецкий язык. С сентября 1822 года, получив звание экстраординарного профессора, стал читать метафизику и этику (нравственную философию). В октябре 1824 года стал ординарным профессором философских наук. В 1826 году определён членом Комитета для цензуры духовных книг.
В августе 1828 года был рукоположён во священника (приписан к Вознесенскому монастырю в Кремле, но служил в Сергиевом Посаде). В 1829 году получил сан протоиерея; был определён членом академического правления.

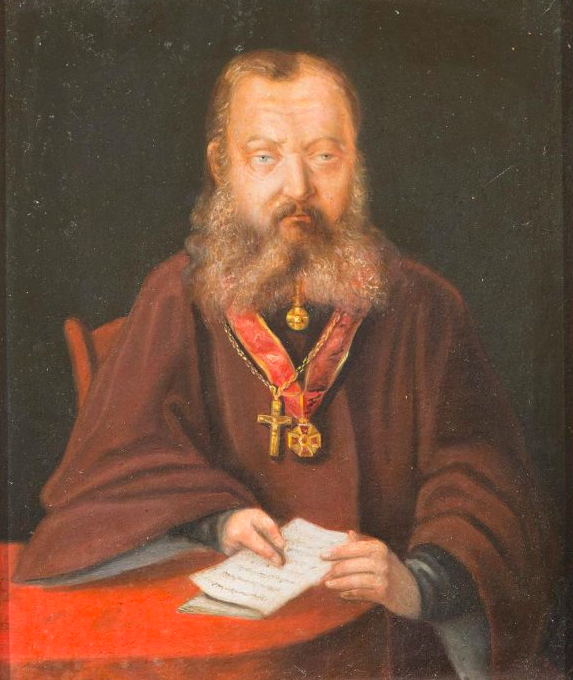
Портрет 1850-х гг.

Профессор Московской духовной академии, один из первых — в петербургский период российской истории — старателей сочетать «науку ума с наукой сердца». Стремился к «умозрительному» обоснованию теизма. Пытался построить собственную философскую систему с целью обоснования православия. В 1830—1842 годах вновь читал историю философских систем, с 1842 года в первый год курса читал метафизику, во второй год — историю древней философии. В сентябре 1852 года открыл в академии двухгодичный философский курс.
Умер 22 августа (3 сентября) 1854 года от холеры в родном городе, куда приехал, уволившись от службы по состоянию здоровья. Был погребён на кладбище Иоанно-Богословской церкви в Костроме, где служил его отец.
Имел награды: церковные — скуфья (1830), камилавка (1835), наперсный крест (1839); светские — ордена Св. Анны 3-й (1846) и 2-й (1849) степеней.
В память о протоиерее Ф. А. Голубинском получил фамилию будущий историк Русской Церкви и церковной архитектуры Евгений Евсигнеевич Голубинский.
Был женат на сестре профессора В. И. Кутневича, Анне Ивановне (?—1841). У них было девять детей, пятеро умерли в младенчестве. Его сын Дмитрий пошёл по стопам отца и закончив Московскую духовную академию остался в ней служить преподавателем, став впоследствии профессором МДА; старший брат Дмитрия, Сергей, умер от чахотки в конце января 1852 года, спустя три дня умер простудившийся на похоронах младший брат Пётр.

## Труды
Философская система Ф. А. Голубинского имела теологическое направление, но представляла «замечательную попытку построить самостоятельное и своеобразное миросозерцание на началах Разума и Откровения». Голубинский прибегал к помощи Откровения, когда Разум был бессилен самостоятельно решать какие-либо метафизические вопросы. Назначение метафизики он видел в том, чтобы 

дух, сердце и волю человека мало-помалу отрешить от земного… и возбуждать в нем стремления к неизменному, истинному, вечному, чтобы от конечного возвышать к Бесконечному…
Более всего Голубинского занимал вопрос о «состоянии души по разрешении ее от тела», для разрешения которого он изучал древние предания, свидетельства о ясновидящих, рассказы о явлениях из мира духовного. Написано Голубинским было мало, при жизни издано лишь одно «Письмо»: О конечных причинах. Письмо 1 // Прибавления к изданию Творений святых отцов. Ч. 5. — М., 1847. Посмертно были напечатаны:
- Лекции по умозрительному богословию. — М., 1868.
- Лекции философии…, в 4 ч., 1884—1886: Вып. 1.; Вып. 2; Вып. 3.; Вып. 4 (также на Руниверс Лекции философии)
- Умозрительная психология. — М.: Университетская типография, 1871.
- Премудрость и благость Божия в судьбах мира и человека: (О конечных причинах). — СПб., 1885
- Лекции философии. Умозрительная психология. — М., 1898.
- Лекции философии. Метафизическая психология. — М.: печ. А.И. Снегиревой, 1898. — [2], 144 с.

Были изданы также ряд писем, проповедей и стихотворений Голубинского.